# Sijilmasa

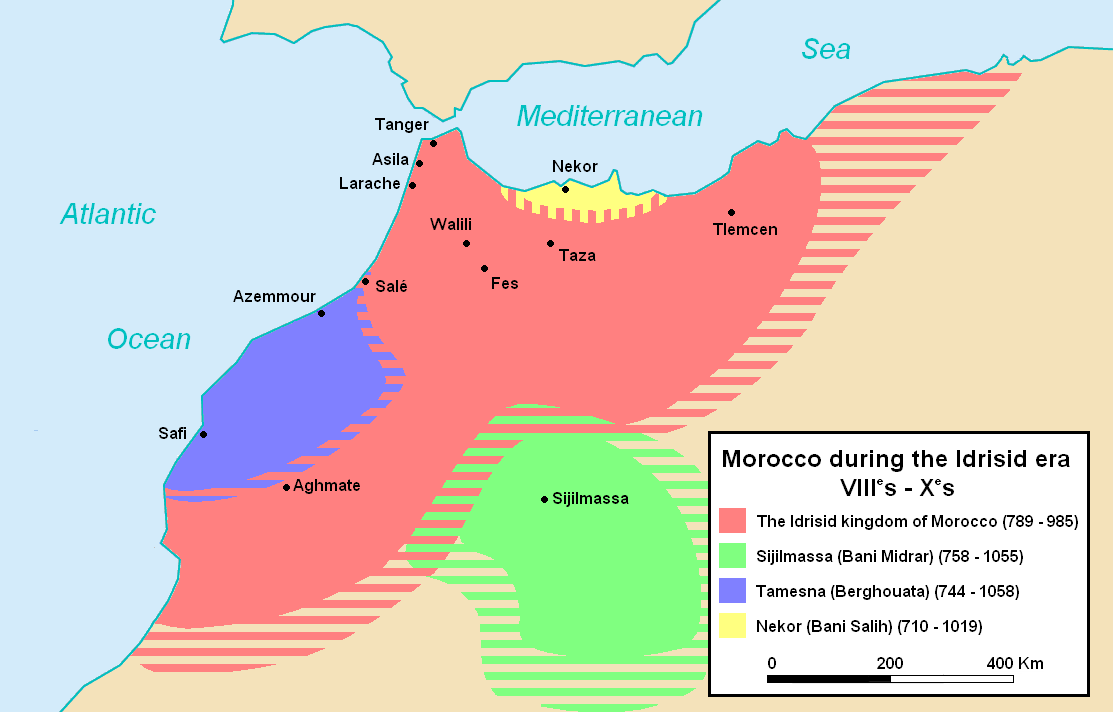
Het Midrar-koninkrijk van Sijilmasa in het groen.

Sijilmasa was een middeleeuwse Berberse handelsstad in het oosten van het huidige Marokko. De ruïnes van de stad liggen langs de rivier Ziz in de Tafilalt-oase. De stad kent een kleurrijke geschiedenis, die wordt gekenmerkt door de opkomst en ondergang van verschillende Berberdynastieën. Tot de 14e eeuw was het, door zijn belangrijke ligging in de Trans-Saharaanse handelsnetwerk, een van de belangrijkste handelscentra in de Maghreb.

## Geschiedenis
De stad is halverwege de 8e eeuw gesticht door Samgu bin Wasul Miknasi, een Miknasa Berber uit Spanje. Volgens Albakri, een bekende middeleeuwse geschiedschrijver, zagen de bewoners in ene Mazid (de Zwarte) een geschikte leider en benoemde hem tot die positie in de eerste jaren van het bestaan van de stad. Al snel werd hij echter beschuldigd van corruptie en door de bewoners geëxecuteerd, waarna de eerder genoemde Samgu bin Wasul zijn rol overnam. Hiermee kwam de stad onder leiding van de stichter van de stad, hij en zijn nakomelingen maakten deel uit van de Midrar-dynastie. Door verschuivingen in de handelsroutes, maakte de stad al snel een sterke groei door in economische sterkte: waar handel eerst langs Egypte dit gebied en zuidelijk Afrika in kwam, was het vanaf de 9e eeuw door verschillende oorzaken moeilijk om die route te nemen. Verschillende middeleeuwse schrijvers schrijven vol ontzag over de rijkdom en pracht van de stad.
Op basis van haar rijkdom kon de stad al in het jaar 771 haar onafhankelijkheid veilig stellen van het machtige kalifaat van de Abbasiden. Verschuivende allianties met het kalifaat Córdoba en de Fatimiden destabiliseerden de stad gedurende de 10e eeuw. De stad zou in het jaar 905 bezocht worden door Ubayd Allah al-Mahdi Billah, de latere stichter van de Fatimiden-dynastie. Deze was op de vlucht voor de Abbasiden, die fel gekant waren tegen de sjiitische doctrine van Ubayd Allah en het zagen als een gevaar voor de status quo. Waar deze bezoeker in eerste instantie hartelijk werd verwelkomd door de stad, zette de Midrar-prins Yasa hem rond 908 gevangen op verzoek van de Abbasiden-kalief. Volgers van Ubayd Allah konden in 909 een Berbers leger verzamelen en de belegering van Sijilmasa starten, waarbij de Midrar-prins Yasa zou komen te overlijden. Hiermee zou de dynastie een lang proces van fragmentatie doormaken, dat in 980 zou culmineren in de opkomst en coup van de Maghrawaden.
Onder de Maghrawaden herstelde de stad haar positie als vooraanstaand handelscentrum. In deze periode zou de stad een centrum worden van het bestuur van de Maghrawaden en hun campagne tegen andere stammen in Marokko. Na 60 jaar van Maghrawadisch bestuur beriepen de inwoners van Sijilmasa zich tot de Sanhaja-stammen, die zojuist begonnen waren met het vormen van de Almoraviden-beweging. Vergezeld met een groot leger kwam Ibn Yasin, de spirituele leider van de Almoraviden, in 1055 aan bij de stad en doodde de Maghrawadische koning ibn Wanudin al-Maghrawi. De Almoraviden volgden een strikte interpretatie van de islam, zij vernietigden muziekinstrumenten en verboden het drinken van alcohol. De stad zou meerdere malen in opstand komen tegen de Almoraviden, maar zou tot de komst van de Almohaden in 1146 onder hun bewind blijven. Gedurende het bewind van de Almoraviden zou de stad, naast de hoofdstad Marrakesh, een centrale rol spelen in het bestuur van het grote Rijk.
De Almohaden haalden groot voordeel uit de rijkdom van de stad en haar handel. In de 13e eeuw zou de stad in handen komen van een volgende Berberse dynastie, die van de Meriniden. Volgens Ibn Battuta, de bekende Berberse reiziger, bruiste de stad onder de Meriniden. Volgens hem was de stad economisch nog zeer actief en stond het vol met paleizen en tuinen.
Weinig is bekend over de latere geschiedenis van de stad. Leo Africanus bezocht de stad in de 16e eeuw, ten tijde van het bewind van de Saadis, en beschreef hoe de stad er vernietigd en onbewoond bij lag. Veel aandacht besteedt hij aan mooie en sterke muren die de stad ommuren. Hij beschreef de 'galant gebouwde' ruïnes en merkt op dat er nog vele colleges en tempels stonden. Verder besteedde hij veel aandacht aan het complexe watersysteem, dat de inwoners van de stad voorzag in water. Onder welke omstandigheden de stad is vernietigd, is niet duidelijk: mogelijk heeft de stad fel gevochten tegen de opkomst van de Saadis, waarna dezen de stad hebben vernietigd. Leo Africanus beschrijft in zijn Beschrijving van Afrika hoe het gebied rondom de stad ten tijde van zijn bezoek geplaagd werd door de woeste Arabische stammen van de Banu Hilal.
In de 18e eeuw liet Moulay Ismail van de Alaouieten de stad herbouwen, waarna het kort daarop werd veroverd en vernietigd door de Ait Atta Berberstammen. De ruïnes van Sijilmasa zijn door de UNESCO erkend als bedreigd erfgoed.